# Melanoptila glabrirostris
Melanoptila glabrirostris là một loài chim trong họ Mimidae.
Với chiều dài 19-20,5 cm (7,5–8 in) chiều và cân nặng 31,6-42 g (1,1-1,5 oz), nó là nhỏ nhất trong các loài thuộc họ Mimidae. Chim trống và chim mái có bề ngoài tương tự, với bộ lông màu đen bóng, chân và mỏ màu đen, và đôi mắt đỏ tối. Chúng là loài đặc hữu của bán đảo Yucatán, và được tìm thấy phía nam cũng như Campeche, phía bắc Guatemala và miền bắc Belize. Mặc dù có những ghi chép lịch sử từ Honduras và bang Texas Hoa Kỳ, ngày nay người ta không biết đến sự hiện diện loài chim này ở một trong hai địa điểm này. Chúng được tìm thấy ở độ cao thấp trong môi trường sống từ bán khô hạn đến ẩm, từ vùng cây bụi và bị bỏ rơi đất nông nghiệp để trồng cây dày dưới tán, và chủ yếu là ít di chuyển.